# فیلدزبورو، نیوجرسی
فیلدزبورو (به انگلیسی: Fieldsboro) شهری در ایالت نیوجرسی کشور ایالات متحده آمریکا است که جمعیت آن در سرشماری سال ۲۰۱۰ میلادی، ۵۴۰ نفر بوده‌است.